# Дејна Скот
Дејна Стујарт Скот (енгл. Dana Stewart Scott; Беркли, 11. октобар 1932) јесте амерички научник. Добитник је Тјурингове награде за свој допринос на пољу теорије аутомата.

## Дела
- Finite Automata and Their Decision Problem, коаутор, :10.1147/rd.32.0114, 1959.
- A proof of the independence of the continuum hypothesis. Mathematical Systems Theory 1:89–111, 1967.
- Advice on modal logic.  In Philosophical Problems in Logic, ed. K. Lambert, pages 143–173, 1970.
- An Introduction to Modal Logic, коаутор, Oxford: Blackwell, 1977.
- Gierz, G.; Hofmann, K. H.; Keimel, K.; Lawson, J. D.; Mislove, M. W.; Scott, D. S. (2003). Continuous Lattices and Domains. Encyclopedia of Mathematics and its Applications. 93. Cambridge University Press. ISBN 978-0521803380.